# Nokia 3100
Nokia 3100 — трёхдиапазонный сотовый телефон фирмы Nokia для сетей стандарта GSM.
Выпущен 17 июня 2003 в качестве модели начального уровня, предназначенной для развивающихся рынков. Ориентирован на то, чтобы быть маленьким и легким, а не на расширенные функции, такие как камера и музыка.
Телефон Nokia 3100 был разработан на базе моделей Nokia 3510i и Nokia 7250i.

## Особенности
Аппарат оснащен пассивным цветным экраном с разрешением 128x128 пикселей (4096 цветов/12-бит), поддержкой приложений Java MIDP 1.0, XHTML и WAP-браузером, GPRS, разъёмом POP-Port для связи с ПК и литий-ионным аккумулятором. Он также способен играть полифонические MIDI-файлы, которые могут быть использованы в качестве рингтонов.
Телефон позволяет передавать и получать текстовые и мультимедийные сообщения с мелодиями и картинками в форматах файлов BMP, JPEG, PNG и GIF. В базовой модели отсутствует диктофон, радиоприемник, MP3-проигрыватель или камера, в то время как версия Nokia 3100b поддерживает запись голоса. Внешняя камера может быть добавлена к телефону через POP-Port.
Особенность модели — контур на передней панели вокруг экрана и клавиатуры, светящийся в темноте.
Модель была одним из самых популярных телефонов Nokia в Европе и США.
В 2004 году Nokia выпустила телефон Nokia 3120, который отличается от 3100 изменённым дизайном передней панели корпуса и клавиатуры.
Была выпущена также похожая модель Nokia 3105 для CDMA-сетей, оснащённая встроенным фонариком.

## Похожие модели
- Siemens C60
- Nokia 3120
- Siemens C62
- Motorola C380
- Siemens A60